# Shang Tsung
Shang Tsung (尚宗) es un personaje de la serie de videojuegos de lucha Mortal Kombat. Fue el primer jefe de toda la saga, que a la misma seguía las órdenes del que sería el siguiente jefe en la siguiente entrega, Shao Kahn.
Un hechicero poderoso, mortal y un bandido principal en la serie de Mortal Kombat. Shang Tsung es un brujo que tiene que consumir almas para sostener su salud y vida. En la serie de Mortal Kombat, él es el epítome de astucia y decadencia, simbolizado por su preferencia por fiestas pródigas, magníficos palacios y la ropa elegante. A diferencia del crudo Shao Kahn, esta ampulosidad es una fachada que disfraza la verdadera sofisticación intelectual y mental de Tsung. Su némesis es Liu Kang, pero en todas partes de su vida él ha ganado el odio de muchas personas. Sólo Quan Chi puede emparejar sus habilidades de brujería. En los hechos narrados en Mortal Kombat 1 se revela que existen dos Shang Tsung: el de la Línea temporal creada por Liu Kang el cual se supone era un falso hechicero que fuera entrenado por una misteriosa mujer en sus conocimientos sobre la magia negra y el verdadero Shang Tsung que Liu Kang derrotó para asumir el control del Reloj de Arena que de hecho está vivo dentro de su propia línea temporal en donde él derrotó a Liu Kang y se convirtió en Titán del tiempo manipulando bajo la falsa identidad de Damashi los acontecimientos del juego y a su propia contraparte de la línea temporal de Liu Kang.

## Poderes y Habilidades
Además de ser un artista marcial competente, Shang Tsung también es un hechicero muy poderoso. Es un conocedor de las artes oscuras y cualquier cosa relacionada con la magia negra lo cual combinado con su astucia e inteligencia lo hacen uno de los villanos más temidos y peligrosos dentro del universo de Mortal Kombat. Una de sus habilidades más conocidas y a su vez, su característica más destacada es la habilidad de drenar el alma de su oponente. Esta cualidad no sólo le permite reponer sus fuerzas y su juventud sino que también le permite adueñarse de toda la información y conocimientos que el alma de la víctima posea en ese momento.

## Historia
Hechos Previos
De acuerdo con el primer cómic de Mortal Kombat, Shang Tsung fue maldecido por "sus dioses", en cual su maldición no era apenas derrotar al enemigo, era retirarle el alma, para que Tsung no envejeciese rápidamente. Un efecto colateral de esa maldición fue que Shang Tsung pudiera utilizar la memoria de la persona que acabara de derrotar.
Shang Tsung fue aprendiz del Maestro Cho, que por ser mortal, iría a luchar en Mortal Kombat para defender el reino de la Tierra. Shang luchó, a punto de perder, quebró las reglas al usar un hombre para recibir el golpe final. El emperador Shao Kahn reconoció el talento y la capacidad que tenía Tsung y le enseñó la técnica para ser inmortal y joven al mismo tiempo, la técnica de robar las almas. Shang dio entonces, una poción para su maestro que lo mantenía dormido por centenas de años y lo dejó en una cámara de piedra para nunca más despertar. Cho retorna para su venganza, pero fracasa nuevamente.
Tsung entonces entró en Mortal Kombat, venciendo fácilmente a sus enemigos, volviéndose así el gran campeón, hasta que un monje shaolin llamado Kung Lao (ancestro de Liu Kang y Kung Lao) lo derrotó.
Shang Tsung retornó años después, con una apariencia más vieja y después de la muerte de uno de los tres grandes maestros del torneo. Él vio al príncipe de los Shokan, Goro, que fue pedido por el emperador de Outworld, Shao Kahn, para finalmente vencer en el torneo.
Luchando valientemente, el gran Kung Lao fue derrotado y asesinado por Goro. Shang Tsung entonces consumió su alma y el dominio de Outworld en MK comenzó.
Shang Tsung conoció a Quan Chi, que estaba procurando tener el amuleto de Shinnok, y apenas los monjes Shaolin sabían donde estaba. Por consumir el alma del gran Kung Lao, Tsung sabía donde encontrar el amuleto. Quan Chi y Shinnok prometieron ayudar a Shang Tsung a cumplir la tarifa designada por el Emperador Shao Kahn, Tsung no habló que ninguno podría entrar en el templo donde el amuleto estaba.
Después de 500 años, en cuanto Goro permaneció invencible, el torneo caía cada vez más en las manos de Shang Tsung. Él se volvió el único gran maestro del torneo, y mudó el torneo, a su propia isla, un área entre la Tierra y el Outworld.
Shang Tsung conoce a Kenshi. Percibió que Kenshi podría ser fácilmente explotado, pues era muy orgulloso. Entonces él se disfraza de un viejo llamado Song. El eligió a Kenshi por sus habilidades con la espada.
Él entonces lo llevó para un antiguo laberinto subterráneo, y paró antes de un pozo profundo, cubierto por una gran piedra. Tsung habló que la espada legendaria estaba adentro. Cuando Kenshi removió la piedra, las almas ancestrales de los guerreros del rey espadachín se liberan, cegando a Kenshi. Tsung entonces se rebeló y comenzó a consumir las almas, dejando a Kenshi para morir, mas no sabía que él sobreviviría y buscaría venganza.
Primer Trilogía
Durante el décimo torneo, donde sería la victoria final para que Kahn pudiese invadir la Tierra, Liu Kang derrota a Goro, quebrando la invencibilidad y el plan de Outworld. Shang Tsung entonces desafió a Liu Kang en Mortal Kombat, cumpliendo con las reglas del torneo. Liu Kang entonces venció a Shang Tsung, y el mismo fuga para Outworld.
Enfrentando su sentencia, Shang Tsung pidio clemencia y una oportunidad para retomar los planes de conquista: instaria a los guerreros de la Tierra a competir en un Mortal Kombat, pero que se celebraría en el Outworld mismo, para que sea el mismo emperador el que acabe con ellos. Kahn concordó con el plan, y restauró la juventud de Shang Tsung.
Liu Kang derrotó al hechicero y al emperador en esta ocasión, escapando junto con los otros guerreros hacia la tierra. Habiendo fallado una vez más, Shang Tsung resignaba sus chances de sobrevivir, sin embargo, Shao Kahn en su lugar le dio aun más poder, ya que el hechicero era fundamental en el plan que por 10 000 años ideo el emperador: restaurar la vida de la reina Sindel.
Cuando la reina Sindel revivió en Earthrealm, Shao Kahn podría alcanzarla entre los reinos y recuperarla, forzando la fusión de Earthrealm con Outworld. Shang Tsung ademas de ser el encargado de revivir a Sindel, guio uno de los ejércitos de exterminio de Shao Kahn para aniquilar los luchadores que Raiden protege. A pesar de tener más poder que antes, Tsung pierde una vez más contra Liu Kang. Con la derrota de Shao Kahn, Shang Tsung se retira con él para Outworld, cuándo la fusión fue invertida. Tsung sería entonces aprisionado por sus constantes fallas. Él fue suelto periódicamente para hacer misiones menores para Shao Kahn, fue suelto completamente después de ganar la confianza del emperador nuevamente.
Segunda trilogia. Alianza Mortal
Algunos años más tarde, Shang Tsung encuentra a Quan Chi en el patio de su palacio, tras haber escapado del asedio de Scorpion en el Infierno. Quan Chi le propone a Shang Tsung un trato: colaborar con la resurrección del ejército imbatible del Rey Dragón por medio de su habilidad de manipular almas, a cambio de desbloquear un portal a los cielos dándole una fuente infinita de almas. Tsung aceptó, formando así la Deadly Alliance (Alianza Mortal) Pero, precisarían de remover dos mayores obstáculos: Shao Kahn y Liu Kang. Fingiendo una presentación formal de Quan Chi al emperador, los brujos lo hirieron de muerte(pero solo matan a un clon). Seguidamente, y aceptando la oferta de Kano para unirse a ellos, viajaron con un portal a Earthrealm y a la academia de Wu Shi. Shang Tsung se disfrazó de Kung Lao y se acercó a Liu Kang. En cuanto Liu entrenaba, Shang reveló su verdadera forma y atacó a Liu. Mientras peleaban, Quan Chi lo ataca por atrás, dando a Shang la oportunidad de hacer su venganza y absorber el alma de él al matarlo.
La Deadly Alliance ordenó a Kano forzar una pequeña villa de Outworld a construir un palacio nuevo en donde se encontraba el portal mencionado por Quan Chi. Cuando uno de los ciudadanos, Li Mei, atacó a Kano, ellos ofrecieron liberar la villa si ella ganase el torneo. Al mismo tiempo, ellos se aproximan a Mavado, ofreciendo un acuerdo: podría ganar el derecho de luchar con Kano si eliminaba a Kenshi, quien tenía espiado a Tsung. Mavado realizó su misión, y la Alliance realizó su deseo. Li Mei, ganando el torneo local, exigió la recompensa. En vez de eso, Shang Tsung comenzó a transferir el alma de ella para uno de los guerreros momificados del ejército de Onaga. Fue en esta hora que las fuerzas de Earthrealm, lideradas por Raiden, atacaron. Li Mei fue salvada por Bo' Rai Cho, que escapó con ella, el restante de los guerreros atacaron la Alianza.
Los dos derrotaron y asesinaron a gran parte de los campeones de la Tierra para luego finalmente derrotar a Raiden. La victoria no estaba completa. La ambición de Shang Tsung por poder y la sospecha de Quan Chi quebraron la Deadly Alliance, iniciando una pelea entre ellos, Quan Chi saliendo victorioso. En ese momento, el Rey Dragón Onaga aparece revivido. Tsung recupera la conciencia, y reconoce que el Rey Dragón es una amenaza mayor, ayudando a Quan Chi a atacarlo. Momentos después, Raiden los ayuda, sus esfuerzos juntos no podían parar al antiguo Emperador de Outworld, que había resurgido para conseguir el amuleto de Shinnok y comandar nuevamente su antiguo ejército. Como una última esperanza, Raiden elabora una explosión y se sacrifica, matando aparentemente a Shang Tsung y a Quan Chi. Las almas que ellos consumieron durante los años fueron liberadas, incluida la de Liu Kang.
La propia alma de Shang Tsung fue mágicamente extraída para Outworld, donde fue entregada a Shao Kahn. Tsung prometió su alma al emperador años antes a cambio de sus conocimientos de hechicería. Kahn mandó a Tsung a un cuerpo para recuperar su reino de Mileena. Pero una oportunidad surge cuando él descubre que Quan Chi está vivo. Ambos hechiceros, el emperador, Shinnok y Onaga forman una alianza temporal para agarrar un gran poder que se estaba gestando en Edenia, y Tsung percibe que si el agarra el poder, el podría separarse de Shao Kahn. Hasta que su oportunidad surgía, Tsung finge lealtad al emperador.
En la batalla del Armageddon, el edeniano Taven vence a Blaze, la fuente del poder que Shang buscaba. Como consecuencia, todos los Kombatientes se hicieron sumamente poderosos, masacrándose entre sí, incluido Shang Tsung.
Reinicio de la historia
Tras los sucesos del Armagedón, Raiden antes de ser asesinado por Shao Kahn, logró usar los restos de su amuleto para enviar a su yo del pasado imágenes incompletas de los acontecimientos que llevaron hasta este punto, más concretamente durante los acontecimientos del décimo torneo. En esta versión de la historia, el papel de Shang Tsung es similar al de su contraparte de la línea de tiempo original con la diferencia de que al momento de llevar a cabo la resurrección de Sindel que desataría la invasión del Mundo Exterior al reino de la Tierra, Shao Kahn lo asesina para hacer uso de su poder con el fin de potenciar los poderes de Quan Chi el cual sería el responsable en este caso de resucitar a Sindel.
27 años después, en esta línea temporal, Kronika viajó en el tiempo para persuadir al Shang Tsung del pasado para que le ayude a reescribir la historia bajo la promesa de darle una posición más favorable en la nueva era que estaba construyendo. No obstante, este Shang Tsung se negó y en consecuencia fue encerrado en un vacío temporal junto con Fujin y Nightwolf viendo cómo sucedían los acontecimientos de Mortal Kombat 11. Con la muerte de Kronika, el portal que conectaba con el vacío temporal donde él, Nightwolf y Fujin estaban encerrados se abre justo en el momento cuando Liu Kang está por manipular el Reloj de Arena para reescribir la historia advirtiéndole de lo peligroso que podía ser sí usaba el Reloj de Arena sin la corona que Kronika tenía en su poder que fuera creada por el hechicero la cual fue destruida cuando Liu Kang la mató. El hechicero sugiere regresar en el tiempo al momento cuando Cetrion fue enviada por Kronika a recuperar la Corona en la Isla de Shang Tsung para obtener el objeto en cuestión. Durante esta misión, Shang Tsung les hizo creer a Sindel y Shao Kahn que estaba aliado con ellos para poder derrotar a Kronika, obtener la corona y así crear su historia a su imagen y semejanza. Con el caos desatado, Tsung casi tiene éxito en su plan: asesina a Shao Kahn y a Sindel y luego asesina a Kronika consumiendo sus almas y adquiriendo un poder lo suficientemente grande para apoderarse del Reloj de Arena para sus planes. Sin embargo, todo fue planeado por Liu Kang para enfrentar a Shang Tsung en un encuentro definitivo donde Shang Tsung es derrotado y Liu Kang usa el poder del Reloj de Arena para restaurar la línea temporal en una era más favorable para todos los mortales.
Linea de Tiempo de Liu Kang
En la línea temporal de Liu Kang, Shang Tsung es un simple estafador que vende medicinas de dudosa procedencia dentro del Mundo Exterior. Después de que uno de sus fraudes fuera descubierto y estuviera cerca de ser linchado, una misteriosa mujer le asegura a Shang Tsung de que está destinado a cosas más grandes por lo que esta mujer le enseña a utilizar magia verdadera ganando una importante posición dentro de la corte de la Reina Sindel debido a que secretamente ha estado trabajando en un suero para que Mileena, heredera del trono de su madre, pueda mitigar los efectos de la enfermedad del Tarkat. Al mismo tiempo, él conspira junto al General Shao, Rain, Quan Chi y otros a favor de Shao.

## Apariciones en la saga

### Mortal Kombat

#### Jefe Final
Shang Tsung es el oponente final del juego, la voz que anuncia el inicio y el fin del combate y "fatality" se supone es de él.

#### Movimientos Especiales
- Flama de Cráneo: Cruce de manos por el cual lanza una llamarada con forma de Cráneo humano o de un alma humana que impactara el dorso del oponente en una combustión.
- Transformación: En una transición, adopta la forma de cualquiera de los jugadores y sus movimientos.

#### Desenlace
En su derrota, todos los personajes salen de su cuerpo, uno por uno, desapareciendo en una explosión mientras se anuncian sus nombres.

### Mortal Kombat II

#### Biografía
Después de perder el control del Torneo Shaolin y regresando al Outworld en desgracia, Shang Tsung le prometió a su gobernante Shao Kahn que todavía podría desequilibrar las furias para permitirle conquistar Earhtrealm. Su plan consistía en atraer a los guerreros del Earhtrealm a competir en el Outworld, y entonces, ganando o perdiendo, nunca dejarlos regresar. Convencido de este plan, Shao Kahn devuelve la juventud a Shang Tsung y le permite seguir viviendo.

#### Movimientos Especiales
- Flama de Cráneo: Cruce de manos por el cual lanza una llamarada con forma de Cráneo humano o de un alma humana que impactara el torso del oponente en una combustión.
- Doble Flama de Cráneo: Cruce de manos por el cual lanza dos llamarada con forma de Cráneo humano o de un alma humana que impactara el torso del oponente en una combustión.
- Triple Flama de Cráneo: Cruce de manos por el cual lanza tres llamarada con forma de Cráneo humano o de un alma humana que impactara el torso del oponente en una combustión.
- Transformación: En una transición adopta la forma de cualquiera de los jugadores y sus movimientos.

#### Fatality
- Absorción de Alma: En cercanía al oponente, lo toma del pecho, extrayendo su energía vital con su otra mano. Pareciera que el cuerpo del oponente parpadeara, entre su imagen y un esqueleto, al finalizar, un aura emerge del cuerpo y avanza por el brazo de Shang Tsung, el cuerpo del oponente quedará corroído.
- Inserción de Cuerpo: Se introduce en el cuerpo del oponente a través de la boca, luego recupera su tamaño normal, haciendo que el oponente explote.
- Kintaro: Transformación por la cual toma la forma del personaje Kintaro y con el golpe de su brazo superior acaba partiéndolo en dos, la mitad del cuerpo golpeado saldrá del campo por la fuerza del impacto.
- Friendship: Alzando y uniendo sus brazos, los aleja formando un arcoíris, el cual se expandirá mientras las manos se alejen.
- Babality: Un bebé con rasgos orientales, lleva muñequeras, camisa y sombrero y va descalzo con un pañal.

#### Final
Shang Tsung no solo derrota a Kintaro y a Shao Kahn, además toma su reinado en el Outworld. Con los ejércitos de Shao Kahn a su mando, finalmente desequilibra las furias y debilita los portales dimensionales entre el Outworld y Earhtrealm. Junto con su grupo de hechiceros, él usa esta debilidad para hacer marchar hordas de demonios al Earhtrealm y de condenar a sus habitantes en una eterna obscuridad.

### Mortal Kombat 3/Ultimate Mortal Kombat 3/Mortal Kombat Trilogy

#### Biografía
Tsung es el mejor hechicero de Shao Kahn. Él una vez perdió la confianza de su Emperador después de perder la oportunidad de tener Earhtrealm mediante el Gran Torneo. Pero él siempre maligno Shang Tsung es esencial en la conquista de Earhtrealm de Kahn. Ahora le ha sido otorgado mucho más poder que nunca.

#### Movimientos Especiales
- Flama de Cráneo: Cruce de manos por el cual lanza una llamarada con forma de Cráneo humano o de un alma humana que impactara el torso del oponente en una combustión.
- Doble Flama de Cráneo: Cruce de manos por el cual lanza dos llamarada con forma de Cráneo humano o de un alma humana que impactara el torso del oponente en una combustión.
- Triple Flama de Cráneo: Cruce de manos por el cual lanza tres llamarada con forma de Cráneo humano o de un alma humana que impactara el torso del oponente en una combustión.
- Flama de Cráneo Proveniente del Infierno: Compacta su cuerpo y alza su manos, una posición por la cual expulsa desde el suelo una Triple Flama de Cráneo, el oponente al ser golpeado por la primera combustión será presa de las otras dos.
- Transformación: En una transición adopta la forma de cualquiera de los jugadores y sus movimientos.

#### Fatality
- Degollamiento: Posición de las manos por la cual hace levitar al oponente, a una altura definida lo va hacer gritar mientras su piel se derrite, se hará un líquido verdoso y luego los huesos se desharán y caerá como una esfera de ácido y desaparece.
- Puntas de la Muerte: Posición de las manos por la cual hace salir del piso una gran cantidad de estacas, aproximándose al oponente te toma y mediante una lanzamiento personal, cuando el oponente cae es empalado por las estacas y hace brotar grandes flujos de sangre.
- Friendship: En una llama desvanece, realiza una hábil transformación en un trompo de colores rojo, azul y amarillo, el trompo empezara a girar y saltar, a la vez que hace un ruido excesivo, el trompo se irá alejando.
- Babality: Un bebé con la indumentaria completa del personaje, pero carece de la cabellera y de la barba.
- Animality: Transformación en una serpiente gigante de verde fosforescente, la cual en frente del oponente y de un solo bocado devorara por completo todo su cuerpo.
- Brutality: Utilizado desde UMK3. Combo de once golpes por el cual hace implosionar el cuerpo de su oponente en restos y charcos de sangre.

#### Final
Cuando Shao Kahn toma Earhtrealm, necesitaba que Shang Tsung le ayude a localizar a los humanos sobrevivientes. Con nuevos poderes concedidos, Tsung pronto descubre el verdadero y oscuro plan secreto de su Emperador. Tan pronto como los guerreros restantes quedaran a su disposición, Kahn tomaría el alma de Shang Tsung también. Después de darse cuenta de esto, Tsung se vuelve contra su maestro. Se libra de Motaro y después derrota a Shao Kahn. Pero antes de que la Tierra regresara a la normalidad, Tsung toma todas las almas y se apropia de ellas. El reinará Earhtrealm por siempre con su maldad.

### Mortal Kombat: Deadly Alliance

#### Bio
Fue aprisionado por Shao Kahn por sus constantes derrotas en los Mortal Kombat, pero era liberado periódicamente para misiones menores, a tal punto de volver a ganarse la confianza del emperador.
Permaneció en el Outworld en donde construyó un palacio y peleó con rebeldes para absorber sus almas y seguir viviendo.
Un día Quan Chi, quien escapo del Netherrealm y de las garras de Scorpion, le ofreció un trato: por medio de su amuleto podría abrir un portal de almas para Shang Tsung a cambio de que este transfiera unas cuantas a los cuerpos momificados del ejército del Rey Dragon. Shang Tsung aceptó y la Alianza Mortal se hizo real.

#### Fatality
Tu alma es mía: Shang Tsung eleva a su oponente y lo azota un par de veces contra el piso, liberando parte de su alma. En el último azote, se lanza sobre la víctima y de un pisotón termina de drenar su alma.

#### Ending
El ejército del Rey Dragón fue revivido con éxito y Shang Tsung se dio cuenta de que su papel ya no era necesario. Por eso, envió a Kano a robar el amuleto de Quan Chi en secreto.
Con el amuleto en su poder, y la ventaja de que el poseedor de este tendría la lealtad del ejército dragón, Shang Tsung derrotó a Quan Chi y conquistó todo lo que otros no pudieron. La Tierra estaría en su poder. (final que no se cumple).

### Mortal Kombat: Armageddon
Con el ejército del Rey Dragón revivido, la Deadly Alliance derrotó a quien se le opuso (Shao Kahn, Liu Kang y los guerreros de la Tierra, y hasta al mismísimo Raiden), pero las sospechas de traición se hicieron evidentes llevando a la fragmentación de la alianza.
Quan Chi y Shang Tsung pelearon entre sí, saliendo victorioso el primero. Pero lo que ambos no contaban fue que además de que revivió el ejército, revivió el mismísimo Rey Dragón.
Quan Chi solo no podía derrotarlo, por lo que Shang Tsung, dándose cuenta que Onaga era un mal mayor, lo ayudó, sin éxito. A ellos se le sumó Raiden, pero no cambiaron las cosas, y por eso, en un acto precipitado, el Dios del Trueno liberó su esencia en una explosión.
Onaga no sufrió daño, Quan Chi se teletransportó a último momento siendo Shang Tsung el único derrotado.
Las almas que este poseía fueron liberadas y su propia alma fue teletransportada al Outworld por Shao Kahn, quien le dio un nuevo cuerpo y la misión de aliarse con otros personajes para derrotar a Blaze.

#### Final
Con el poder de Blaze, Shang Tsung obtuvo la habilidad de transformar a otros. Enfurecido, Shao Kahn lo desafió. Con un movimiento de su mano, Shang Tsung convirtió al emperador en un centauro a sus órdenes y se convirtió a sí mismo en nuevo Emperador del Outworld.

### Mortal Kombat (2011)
Raiden al verse derrotado por Shao Kahn, quien había obtenido los poderes de Blaze y había causado el Armageddon, reinicia el tiempo hasta los hechos de Mortal Kombat. Shang Tsung es el villano principal en la primera parte de este juego, apareciendo con su clásica apariencia del anciano hechicero, luchando contra Liu Kang al igual que la batalla final de MK1, siendo derrotado igualmente por este. En esta parte del juego se aprecia la vuelta de sus habilidades como metamorfo.
Los hechos transcurren prácticamente iguales, y no es hasta los acontecimientos de MK3 donde el hechicero es relegado por el emperador, quien solicita la ayuda de Quan Chi para preparar la invasión a la tierra, mediante la resurrección de Sindel en esos territorios.
En este juego se revela además que Shang Tsung es el responsable de la creación de Mileena, el clon maligno de la princesa Kitana; además de ser él quien contrata los servicios de Kano en contra de los guerreros de la Tierra.

#### Ataque X-Ray
Tu Alma es Mía: Shang Tsung con sus poderes mágicos arrastra al oponente hacia sus manos y procede a triturarle las costillas con las manos, seguido de un fuerte rodillazo contra el mentón.

#### Fatalities
- Bang-Bang: El hechicero se transforma en un payaso terrorífico que saca una pistola y dispara hacia la cabeza del oponente, pero en vez de que salga una bala del cañón de dicha arma, sale confeti y una bandera colorida con la leyenda BANG!, esta típica broma de payaso provoca una carcajada en el payaso quien vuelve a apuntar hacia el oponente pero esta vez si dispara un proyectil que despedaza los sesos del oponente. Esta fatality es similar a la del Guasón en MK vs DCU.

- Robo de Identidad: Shang Tsung se desmaterializa y entra por la boca de su oponente, poseyéndolo por completo y mientras el oponente lucha contra el control del hechicero; infructuosamente, este con su propio brazo izquierdo procede a arrancarle la cabeza, para después salir de su mutilado cuerpo, intacto.

#### Final
"Shang Tsung vorazmente consumió el alma de Shao Kahn, absorbiendo su inmenso poder. Abrumado por su recién descubierta hechicería, huyó al Mundo Exterior. Momentos antes del suicidio, Shang Tsung fue visitado por Bo' Rai Cho. El mentor de guerreros le ofreció enseñarle a controlar esa magia oscura, pero para un propósito especial: Liu Kang se ha convertido en Dios, el poder lo ha corrompido transformándolo en un tirano, él debe ser detenido. Tras un riguroso entrenamiento, Shang Tsung dominó la única técnica que podía acabar con Liu Kang. La venganza por fín sería suya."

### Mortal Kombat 11
Shang Tsung aparece en MK11 como personaje DLC interpretado por el actor Cary-Hiroyuki Tagawa, quién a su vez lo interpretó en la saga cinematográfica. Shang Tsung regresa con sus clásicos poderes de controlar el fuego y su magia negra; además de contar con las almas de los ninjas Scorpion, Sub Zero, Noob Saibot, Ermac, Rain, Smoke y Reptile; transformándose en cualquiera de estos para realizar sus ataques.

#### Fatal Blow
Primeramente se transforma en Sub Zero; realizando su emblemático ataque de barrida, invocando un hielo cortante el cual entierra en el ojo izquierdo del rival, mandándolo a volar de una patada. Seguidamente se transforma en Scorpion y realiza su clásico ataque con el kunai ("get over here"), cortándole la garganta al rival con el mismo. Finalmente se transforma en Noob Saibot, realizando su típica teletransportación y estrellándolo salvajemente de cabeza contra el suelo.

#### Brutalities
- El Klásico: Para realizar esta brutality no deberás bloquear ataques del oponente. Shang tsung realiza un gancho arrancando la cabeza del rival, mientras está pegada aún a su espina dorsal.

- Ladrón de identidad: Con la combinación de agarre hacia adelante, Shang Tsung toma por completo el alma de su oponente, dejando solo un cadáver encogido, seco y pálido.

- Puntapié visceral: El hechicero realiza su agarre hacia atrás, pero en vez de hundirlo hacia el portal de lava invocado; le da un fuerte puntapié haciendo volar la cabeza de su oponente con su espina.

- Arrollante: Transformándose en Reptile, Shang Tsung rompe las espinillas de su oponente, haciéndolo caer al suelo. Esta brutality es similar a la de Reptile en MKX

- 50-50: Se convierte en Ermac y realiza el levantamiento de fuerza, pero utiliza la telequinesia para partir al oponente en dos, mientras está en el aire. Esta brutality es similar a la de Ermac en MKX

- Fuente de Sangre: Se debe realizar la superpatada de Rain. El hechicero manda a volar la cabeza del oponente, y siguiendo los efectos de la superpatada, recoge la cabeza del rival al otro lado.

- Espacio anulado: Con el movimiento intercambio de almas, Shang Tsung aparece dentro del oponente y lo explota para mostrarse; similar a su fatality de MK2.

- Robo de Brutality: Robando el alma de tu rival y estando transformado en este; Shang Tsung puede realizar cualquier Brutality de su oponente, siempre y cuando cumpla con las condiciones del mismo.

#### Fatalities
- Condenado entre condenados: El hechicero aprisiona a su oponente con unos grilletes que convoca mágicamente, exponiendo su vientre hacia el suelo. Luego unos zombis que salen del piso comienzan a arrancar las entrañas del rival hasta arrancarle su esqueleto.

- Resurrección del Shokan: Lanza un conjuro hacia el oponente. Pasados unos segundos unos brazos de piel de tigre salen violentamente de las partes posteriores del vientre del rival; haciendo lo mismo con sus brazos para finalmente revelarse como Kintaro, quien finalmente explota por completo el cuerpo del oponente para mostrarse.

#### Final
"El poder de Kronika me abrumó... tanto que podría haber enloquecido... Si no hubiera pasado siglos dominando los poderes oscuros del más allá del alcance de los mortales ordinarios. Ahora soy el maestro del tiempo y del destino. Pero la caída de Kronika prueba que incluso los titanes pueden ser derrotados. Aunque mi nuevo poder me permite vagar por infinitas líneas temporales y festejar con las almas de billones, soy vulnerable. Para sobrevivir, debo regresar a las sombras, evitar los enfrentamientos y cumplir mi voluntad a través de las manos de otros... Concretamente a través de las manos de mis compañeros titanes... Estos seres monstruosos se pueden manejar fácilmente apelando a su codicia, vanidad y miedo. Gracias a ellos, toda alma en la eternidad se inclina ante mi influencia. En mi Nueva Era, la moralidad se mostrará como la ilusión que es. Los traidores prosperarán mientras los "buenos" sufrirán. Palabra de Shang Tsung. Que tengas un buen día".

### Otras apariciones

#### Mortal Kombat Mythologies: Sub-Zero

##### Características
El hechicero de Shao Kahn aparece como el último personaje en la trama, su aparición provoca una inconsistencia en la trama pero deja algunos hechos siniestros a su paso.

##### Desenlace
Entre sus apariciones en el argumento del juego:
- Su aparición en los cuarteles del clan Lin Kuei para invitar a Sub-Zero a su Torneo conocido como Mortal Kombat.

#### Mortal Kombat: Shaolin Monks
Shang Tsung aparece al inicio de las cinemáticas de MK: Shaolin Monks en su forma original de anciano hechicero. Tiene un breve encuentro con Liu Kang, pero logra escapar. En este juego suceden hechos similares a los de MK2, sin embargo la historia se centra en que Shang Tsung derrota a Raiden durante la invasión tarkatana a la Academia Wu Shi y toma la forma del Dios del Trueno, engañando a Liu Kang y Kung Lao para acceder con estos al nuevo torneo.
Sin embargo, su engaño es descubierto cuando es avistado por los Liu Kang y Kung Lao robando almas de la "Soul Tomb" para así rejuvenecer y aumentar su poder. Al recuperar sus poderes Shang Tsung derrota a los guerreros shaolin. Finalmente es derrotado y asesinado por Kung Lao en el Koliseo.

#### Mortal Kombat vs DC Universe
Shang Tsung es sorprendido cuando la isla Temiscira colisiona y se fusiona con su isla. Después de unos encuentros con la Mujer Maravilla, y contra Liu Kang en la Academia Wu Shi, Shang Tsung visita a Quan Chi en el infierno aprisionado por los Dioses Antiguos, quien le revela que su universo está colisionando con otro. Rápidamente, Quan Chi lo envía junto con Scorpion y a Baraka a eliminar a Shazam y a capturar a Kitana quienes estaban fuertemente influenciados por la "Ira" que había producido la existencia de Dark Kahn.
Los guerreros del Universo de Mortal Kombat se reúnen en el Templo del Cielo, donde aparece Quan Chi con una Kitana poseída para evitar los efectos de la "Ira". Raiden, quien al principio se mostraba renuente a unirse a Quan Chi, accede al saber que se enfrentaban contra Dark Kahn, y al ver que Kitana fue curada de la ira por la nigromancia de Quan Chi. Todos acuerdan que para destruir a Dark Kahn deben destruir a los guerreros del Universo DC, es así que Raiden ordena a Liu Kang para que haga equipo con Shang Tsung.
Ambos guerreros se dirigen a la Fortaleza de la Soledad, y son confrontados por Superman y Linterna Verde, quienes se enfrentan a estos. Aparentemente, y por los efectos de la "Ira", estos derrotan a los superhéroes. Sin embargo, el odio de Shang Tsung por Liu Kang sale a relucir y este se lanza contra su compañero, derrotándolo y explicándole que los efectos de la "Ira" habían aumentado su poder. Su diálogo es interrumpido por Linterna Verde, quien le propina un gancho a un incapacitado Liu Kang, sin embargo; Shang Tsung se enfrenta al superhéroe, derrotándolo. Nuevamente, los guerreros se reúnen en el templo del cielo. Shang Tsung increpa a Kano por haber "sido derrotado por un payaso", cuestión que enoja al mercenario, demostrando los efectos de la "Ira", pero es derrotado por el hechicero.
Finalmente, los guerreros de ambos universos colisionan en una batalla final en Apokolips donde aparece Dark Kahn, quien había planificado que todos se enfrenten en combate, donde todos caen excepto Superman, Lex Luthor, Batman, Raiden, Liu Kang y el propio Shang Tsung. Dark Kahn huye a su fortaleza, donde es visto por el hechicero, quien propone seguirlo. Sin embargo Raiden, producto de la "Ira" que invade su cuerpo, cree que Shang Tsung los está dirigiendo a una trampa, y tiene un breve combate con este, derrotándolo; mientras es salvado por Liu Kang que también se enfrenta al Dios del Trueno.

##### Fatalities
- Ladrón de Almas: Shang Tsung se transforma en su oponente robándole el alma y estrellándolo fuertemente contra el suelo.

- Rompespaldas: Shang Tsung consume completamente el alma de su oponente, dejándolo débil y pálido para proceder a darle un fuerte pistón que quiebra su espalda.

##### Final
"Impresionado por las habilidades de combate del Capitán Marvel, pero furioso por su derrota a manos del héroe, Shang Tsung se dispuso a crear una nueva raza de super guerreros. Ellos tendrían las habilidades del Capitán Marvel, pero serían una perversión de la imagen del héroe. Por medio de su hechicería combinó la sangre que estaba sobre un pedazo de la capa del Capitán Marvel con la carne del cadáver de un tarkatano. Nunca antes en sus pozos de carne había habido un eco tan sonoro producto del rugido de tal monstruosidad. Con un ejército de super tarkatanos, Shang Tsung será invencible!".

## Recepción
El personaje fue recibido con una acogida crítica positiva. Shang Tsung ocupó el puesto 17 en la lista de GameDaily de 2009 de los mejores cerebros malignos de todos los tiempos, que destacó su estilo de ataque y sus objetivos mientras afirmaba que es "un monstruo retorcido". Ese mismo año, GamesRadar lo enumeró como uno de los principales villanos que nunca permanecerá muerto. También fue sexto en la lista de los villanos de videojuegos más incomprendidos de GamesRadar. GamesRadar también enumeró su Fatality, donde se transforma en Kintaro de Mortal Kombat II como una de las "diez mejores cosas de Mortal Kombat". En 2010, Shang Tsung ocupó el puesto 97 en IGN en "La lista de los mejores villanos de los videojuegos", con comentarios como "considerando los poderes tortuosos de Shang Tsung y sus métodos crueles, su estatus como un villano de renombre de la serie es bien merecido".
También ocupó el tercer lugar en la lista de Game Revolution de los mejores personajes de Mortal Kombat de la vieja escuela por su capacidad para transformarse en otros luchadores durante las batallas. Game Rant lo clasificó a Shang Tsung en el número cinco en su lista de los personajes "más asombrosos de Mortal Kombat", elogiando su capacidad para transformarse en otros personajes y agregando "a pesar del limitado arsenal de ataques especiales únicos de Shang Tsung, el personaje aún ofrece a los jugadores experimentados una forma elegante de despachar a los oponentes". En 2011, GameFront clasificó su bigote de Mortal Kombat 9 como el cuarto mejor bigote en los videojuegos. UGO en 2012 clasificó a Shang Tsung en la lista de los mejores personajes de Mortal Kombat, Shang Tsung se ubicó en el puesto 15. Complex colocó a este "cerebro de sangre fría" en la parte superior de sus listas de los mejores magos en los juegos en 2012, llamándolo "el mago de videojuegos más genial de todos los tiempos", y de los luchadores más brutales de Mortal Kombat. Complex también incluyó su transformación de Kintaro y su "Purga del alma" de Mortal Kombat 3 entre los mejores movimientos finales de la serie.